# Рука с отражающим шаром
Рука с отражающим шаром — литография нидерландского художника Эшера, также известная под названием Автопортрет в сферическом зеркале (англ. Self-Portrait in Spherical Mirror), впервые напечатанная в январе 1935 года.
На рисунке изображена рука, держащая зеркальный шар. В отражении видна практически вся комната, в которой находится рисующий, также видно, что рука, держащая шар, принадлежит Эшеру. В отражении на стенах комнаты висят несколько картин в рамах, на одной из которых изображена кукла-марионетка индонезийского театра теней.
Эта литография является наиболее известным автопортретом Эшера, хотя в его творчестве встречается несколько работ, изображающих сферические отражающие поверхности. Этот автопортрет отличается тем, что создаёт ощущение, что Эшер смотрит на себя в упор, в то время как на других работах он запечатлён в процессе рисования.